# 2台のピアノと打楽器のためのソナタ
『2台のピアノと打楽器のためのソナタ』　Sz.110,BB 115（にだいのピアノとパーカッションのためのソナタ、ハンガリー語: Szonáta két zongorára és ütőhangszerekre、英語: Sonata for Two Pianos and Percussion）は、ハンガリーの作曲家ベラ・バルトークが1937年に作曲した、2名のピアニストと2名の打楽器奏者のための室内楽曲。1940年には2管編成の管弦楽を加えた協奏曲版（『2台のピアノと打楽器のための協奏曲』 Sz.115, BB 121）も作られた。
- 演奏時間：約23～25分
- 作曲時期：1937年の7月から8月にかけてブダペストで作曲された[1]。
- 初演：1938年1月16日にスイスのバーゼルで行われたISCM（国際現代音楽協会）バーゼル支部創立10周年記念演奏会において、バルトーク夫妻[2]のピアノ、フリッツ・シーサー（Fritz Schiesser）、フィリップ・リューリヒ（Philipp Rühlig）の打楽器によって行われた。

## 概要
『弦楽器と打楽器とチェレスタのための音楽』を委嘱したパウル・ザッハーが、1937年の春に、自身が代表を務めていた国際現代音楽協会バーゼル支部が翌1938年初めに行う10周年記念演奏会を開催する予定であり、その記念にバルトークに室内楽曲を書いて欲しいと再度委嘱を行ったことによって作曲された作品である。
『弦楽器、打楽器、チェレスタのための音楽』はザッハーの依頼の時点ですでにあったアイディアを用いてわずか2ヶ月で曲を書き上げたバルトークだったが、今度は「時間があまりない」と不安を漏らしながらも、
- 2台のピアノと2人の打楽器奏者による4重奏曲
- ピアノ3重奏曲
- 声とピアノを使った室内楽曲

の3案を提示した。ザッハーがもっとも興味を示したのはバルトーク自身も取り組もうとしていた「2台のピアノと2人の打楽器奏者による4重奏曲」で、バルトークもこのスタイルで書くことを決めて同年夏を費やして作曲された。なお、この年から協奏曲版の構想が始まったが、完成は1940年となった。
前年に完成した『弦楽器と打楽器とチェレスタのための音楽』と同じく打楽器が活躍するが、その扱いは更に音楽的になり、打楽器が真の音楽性の中で生かされる極限を示している。

## 編成
- ピアノ1：指揮者を兼ねる。
- ピアノ2
- 打楽器1：ティンパニ3、シロフォン、スネアドラム（響き線ありとなしの2種類）
- 打楽器2：シンバル（合わせ式および吊り下げ式）、バスドラム、トライアングル、銅鑼
打楽器奏者が2名で困難な場合は、シロフォンを独立させて第3の奏者に演奏させる。

## 構成
第1楽章
アッサイ・レント - アレグロ・モルト、9/8拍子。室内楽の第1楽章としては異例の長さを持つ。十二音音階を用いた神秘的なスタイルの序奏で始まり、活発なソナタ形式の主部（ハ調）へと推移する。快活なリズムをもった第1主題が提示され、第2主題は対照的に流れるような旋律が奏でられる。この第2主題は4分の3拍子＋8分の3拍子的なリズム構造をもつ。そして、codetta主題も展開部では重要な要素となる。展開部はcodetta主題から始まり、第2主題と遡り、第1主題と序奏主題がジャズ要素を取り入れながら展開される。この曲はしばしば黄金比率との関連について議論されており、主題〜展開部:再現部で黄金比率になっているという説もある。
第2楽章
レント・マ・ノン・トロッポ、4/4拍子 - 3/2拍子。ヘ調。三部形式。しばしば「夜の歌」と言われるバルトーク特有のゆっくりした静かな曲。
第3楽章
アレグロ・ノン・トロッポ、2/4拍子。ハ（長）調。ロンドソナタ形式。

## 関連人物
- 福島喜裕